# チェリー郡 (ネブラスカ州)
チェリー郡 (Cherry County) はアメリカ合衆国ネブラスカ州に位置する郡である。2000年現在、人口は6,148人である。ここの郡庁所在地はValentineである。

## 地理
アメリカ合衆国統計局によると、この郡は総面積15,565 km2 (6,010 mi2) である。このうち15,438 km2 (5,961 mi2) が陸地で127 km2 (49 mi2) が水地域である。総面積の0.82%が水地域となっている。

## 人口動勢
2000年現在の国勢調査で、この郡は人口6,148人、2,508世帯、及び1,710家族が暮らしている。人口密度は0.39/km2 (1.02/mi2) である。0/km2 (0/mi2) の平均的な密度に3,220軒の住居が建っている。この郡の人種的構成は白人94.19%、アフリカン・アメリカン0.07%、先住民3.25%、アジア0.42%、太平洋諸島系0.02%、その他の人種0.33%、及び混血1.72%である。人口の0.93%がヒスパニックまたはラテン系である。
この郡内の住民は27.00%が18歳未満の未成年、18歳以上24歳以下が6.20%、25歳以上44歳以下が25.50%、45歳以上64歳以下が24.00%、及び65歳以上が17.30%にわたっている。中央値年齢は39歳である。女性100人ごとに対して男性は98.80人である。18歳以上の女性100人ごとに対して男性は93.60人である。
この郡の世帯ごとの平均的な収入は29,268米ドルであり、家族ごとの平均的な収入は36,500米ドルである。男性は23,705米ドルに対して女性は17,277米ドルの平均的な収入がある。この郡の一人当たりの収入 (per capita income) は15,943米ドルである。人口の12.30%及び家族の9.60%は貧困線以下である。全人口のうち18歳未満の13.40%及び65歳以上の14.20%は貧困線以下の生活を送っている。

## 都市及び村
- Cody
- Crookston
- Kilgore
- Merriman
- Nenzel
- Valentine
- Wood Lake

1. ↑   Find a County, National Association of Counties 2011年6月7日閲覧。
2. ↑   American FactFinder, United States Census Bureau 2008年1月31日閲覧。